# Haley Reinhart
Haley Reinhart (ur. 9 września 1990 w Wheeling w stanie Illinois) – amerykańska piosenkarka, kompozytorka, autorka tekstów. Zajęła trzecie miejsce w dziesiątym sezonie American Idol. Podpisała kontrakt z wytwórniami 19 Entertainment i Interscope Records. Jej debiutancki album Listen Up! został wydany 22 maja 2012.

## Życiorys

### Dzieciństwo
Haley Reinhart urodziła się 9 września 1990 w Wheeling w stanie Illinois, jako dziecko Patti Miller-Reinhart i Harry'ego Reinhart. Zaczęła śpiewać mając 8 lat. Później często występowała z zespołem jej rodziców, Midnight, wykonującym rockowe piosenki z lat 60 i 70. Uczęszczała do szkół Mark Twain Elementary School, O.W. Holmes Middle School i Wheeling High School. Po ukończeniu liceum w 2009, Haley zaczęła studiować jazz w Harper College w latach 2009–2010. W 2009 wystąpiła wraz ze swoim licealnym zespołem jazzowym na Montreux Jazz Festival w Szwajcarii.

### 2009–2011:American Idol
Reinhart po raz pierwszy wzięła udział w przesłuchaniach do sezonu dziewiątego American Idol w Chicago, ale nie awansowała do rundy Hollywood. Wróciła jednak w sezonie dziesiątym w Milwaukee i przeszła dalej.
W rundzie solowej zachwyciła jurorów swoim występem God Bless The Child. W etapie Las Vegas wraz z finalistami Jacobem Luskiem i Naimą Adedapo wykonała piosenkę The Long and Winding Road zespołu The Beatles.
Jest jedyną finalistką sezonu 10, która posiada ponad milion wyświetleń na czterech wideo z jej występów na YouTube: Jej wersja Rolling in the Deep, piosenki autorstwa Adele (8,5 miliona), Bennie and the Jets Eltona Johna (2 miliony), I (Who Have Nothing) Benjamina E. Kinga (2 miliony) oraz The House of the Rising Sun zespołu The Animals (2,5 miliona). Wszystkie te filmy zostały zablokowane.
Była także jedyną finalistką, która otrzymała 5 owacji na stojąco: w kolejnych tygodniach The House of the Rising Sun (top 5), I (Who Have Nothing) (top 4) i What Is and What Should Never Be zespołu Led Zeppelin (top 3). Duet z finalistą Caseyem Abramsem Moanin' także otrzymał owację na stojąco i został okrzyknięty jednym z najlepszych występów sezonu. Podczas finału Haley wystąpiła z jazzowym wokalistą Tonym Bennettem, wykonując Steppin' Out with My Baby. Tu także otrzymała owację na stojąco.

### Wsparcie muzyków i celebrytów
Otrzymała wsparcie ze strony gwiazd i muzyków. Między innymi byli to: Robert Plant, Jimmy Page, Lady Gaga, Kelly Clarkson, Adam Lambert, Tom Hanks, Blake Lewis, Melinda Doolittle, Kris Allen, Ellen DeGeneres i inni, którzy obrali ją jako swoją faworytkę z sezonu 10. Robert Plant i Jimmy Page skontaktowali się z producentami Idola i zaoferowali, by Haley wykonała ich piosenkę w tygodniu Top 3.

#### Występy/wyniki
| Etap            | Temat                                 | Piosenka                                      | Oryginalny wykonawca | Kolejność | Wynik             |
| --------------- | ------------------------------------- | --------------------------------------------- | -------------------- | --------- | ----------------- |
| Przesłuchania   | -                                     | Oh! Darling                                   | The Beatles          | -         | Awans             |
| Hollywood       | Pierwszy występ solowy                | Breathless                                    | Corinne Bailey Rae   | -         | Awans             |
| Hollywood       | Występ grupowy                        | Carry On Wayward Son                          | Kansas               | -         | Awans             |
| Hollywood       | Drugi występ solowy                   | God Bless The Child                           | Billie Holiday       | -         | Awans             |
| Las Vegas       | Występ grupowy z piosenką The Beatles | The Long and Winding Road                     | The Beatles          | -         | Awans             |
| Finał Hollywood | Finałowy występ solowy                | Baby It's You                                 | The Shirelles        | -         | Awans             |
| Top 24          | Własny wybór                          | Fallin'                                       | Alicia Keys          | 9         | Awans             |
| Top 13          | Twój idol                             | Blue                                          | LeAnn Rimes          | 7         | Najsłabsza trójka |
| Top 12          | Rok urodzenia                         | I'm Your Baby Tonight                         | Whitney Houston      | 5         | Najsłabsza trójka |
| Top 11          | Motown                                | You've Really Got a Hold on Me                | The Miracles         | 6         | Bezpieczna        |
| Top 11          | Elton John                            | Bennie and the Jets                           | Elton John           | 11        | Bezpieczna        |
| Top 9           | Rock & Roll Hall of Fame              | Piece Of My Heart                             | Janis Joplin         | 2         | Bezpieczna        |
| Top 8           | Muzyka z filmów                       | Call Me                                       | Blondie              | 6         | Najsłabsza trójka |
| Top 7           | Muzyka z XXI wieku                    | Rolling in the Deep                           | Adele                | 3         | Najsłabsza trójka |
| Top 6           | Carole King                           | Duet I Feel The Earth Move z Caseyem Abramsem | Carole King          | 3         | Bezpieczna        |
| Top 6           | Carole King                           | Solo Beautiful                                | Carole King          | 8         | Bezpieczna        |
| Top 5           | Teraz                                 | You and I                                     | Lady Gaga            | 5         | Bezpieczna        |
| Top 5           | Kiedyś                                | The House of the Rising Sun                   | The Animals          | 10        | Bezpieczna        |
| Top 4           | Piosenka, która inspiruje             | Earth Song                                    | Michael Jackson      | 2         | Bezpieczna        |
| Top 4           | Leiber & Stoller                      | I (Who Have Nothing)                          | Ben E. King          | 5         | Bezpieczna        |
| Top 3           | Własny wybór                          | What Is and What Should Never Be              | Led Zeppelin         | 3         | Wyeliminowana     |
| Top 3           | Wybór Jimmy'ego Iovine'a              | Rhiannon                                      | Fleetwood Mac        | 6         | Wyeliminowana     |
| Top 3           | Wybór jury                            | You Oughta Know                               | Alanis Morissette    | 9         | Wyeliminowana     |

## Listen Up!i inne projekty
Po eliminacji, Reinhart podpisała kontrakt z wytwórnią Interscope Records, co zostało potwierdzone 26 lipca 2011, wraz z czterema innymi finalistami sezonu 10.  Haley i reszta top 11 wyruszyła w trasę po Stanach Zjednoczonych American Idols LIVE! Tour, która zakończyła się 10 września 2011. W trakcie trasy, wraz z pozostałymi finalistami top 4 (McCreery, Alaina, Durbin) wydała ekskluzywną płytę z wybranymi występami z sezonu 10. Znalazły się tam popularne utwory w jej wykonaniu, takie jak The House of the Rising Sun czy Bennie and the Jets, jak i nie wydana wcześniej wersja studyjna You Oughta Know.
Reinhart i Casey Abrams, finalista sezonu 10, wydali świąteczną piosenkę Baby, It’s Cold Outside, której premiera miała miejsce 21 listopada 2011. Oficjalny teledysk został wydany 15 listopada 2011. 
Reinhart wystąpiła w Jazz Playhouse Irvina Mayfielda w Nowym Orleanie, gdzie zaśpiewała jazzową wersję God Bless the Child. Irvin złożył jej wtedy propozycję, by wystąpiła z nim znów na Carnegie Hall w październiku. Wykonała akustyczną wersję Wild Horses, razem ze Slashem i Mylesem Kennedym 18 lutego 2012 na gali „The Power of Love”, poświęconej bokserowi Muhammadiemu Ali. 
Jej pierwszy singiel, Free, został wydany 20 marca 2012. Jest jedyną piosenką na albumie, której Haley nie napisała. 22 maja 2012 odbyła się premiera debiutanckiego albumu, Listen Up!. 
Reinhart wystąpiła gościnnie w dwudziestym odcinku czwartego sezonu serialu 90210, wykonując singiel Free.
11 kwietnia 2012 oświadczono, że Haley będzie jednym z wykonawców na festiwalu Lollapalooza.
Jej album Listen Up! zadebiutował na siedemnastej pozycji Billboard 200, sprzedając się w nakładzie 20.000 kopii.
Reinhart wystąpiła gościnnie w piosence Hit the Road Jack na debiutanckim albumie Caseya Abramsa, finalisty sezonu 10.
Piosenka Haley, Undone została użyta w filmie Step Up 4 Revolution, natomiast jej pierwszy singiel, Free został wykorzystany w So You Think You Can Dance, jako piosenka eliminacyjna dla kobiet. 

## Dyskografia

### Albumy
| Tytuł              | Detale                                                                                     | Pozycja w rankingach | Pozycja w rankingach | Sprzedane kopie |
| Tytuł              | Detale                                                                                     | US                   | CAN                  | Sprzedane kopie |
| ------------------ | ------------------------------------------------------------------------------------------ | -------------------- | -------------------- | --------------- |
| Listen Up!         | - Wydany: 22 maja 2012 - Wytwórnia: Interscope/19 - Format: CD, digital download           | 17                   | 52                   | - USA: 44,000   |
| Better             | - Wydany: 29 kwietnia 2016 - Wytwórnia: ole - Format: digital download                     |                      |                      |                 |
| What's That Sound? | - Wydany: 22 września 2017 - Wytwórnia: Concord Records - Format: CD, LP, digital download |                      |                      |                 |

### Single
| Rok  | Singiel                      | Pozycja w rankingach | Sprzedane kopie | Album      |
| Rok  | Singiel                      | US                   | Sprzedane kopie | Album      |
| ---- | ---------------------------- | -------------------- | --------------- | ---------- |
| 2012 | „Free”                       | 104                  | USA: 61,000     | Listen Up! |
| 2015 | „Can't Help Falling in Love” |                      |                 | Better     |
| 2016 | „Better”                     |                      |                 | Better     |